# 岑起
岑起（?—?），南阳郡西棘阳县（今河南省新野县）人。东汉人物，岑彭的曾孙。《后汉書》作岑杞。
岑起祖父岑遵改封细阳侯，永平年间为屯骑校尉。岑起父亲细阳侯岑伉嗣。岑伉卒，岑起嗣爵细阳侯，元初三年（116年），因事失爵。建光元年（121年），汉安帝复封岑起细阳侯，汉顺帝时岑起为光祿勳。岑起卒，子岑熙嗣爵，娶汉安帝之妹涅阳长公主刘侍男。